# Carlton Ogawa
Carlton Susumi Ogawa (ur. 29 sierpnia 1934 w Alert Bay, zm. 23 września 2006 w Vancouver) – kanadyjski wioślarz (sternik), srebrny medalista olimpijski.
Wystąpił na igrzyskach olimpijskich w Melbourne w 1956, gdzie Kanadyjczycy w składzie: Philip Kueber, Richard McClure, Robert Wilson, David Helliwell, Donald Pretty, Bill McKerlich, Douglas McDonald, Lawrence West i Carlton Ogawa (sternik) zdobyli srebrny medal w ósemkach. W wyścigu finałowym o 1,9 sekundy przegrali z osadą USA, a o 2,1 sekundy pokonali Australijczyków. Był to jego jedyny start olimpijski.
Kształcił się na Uniwersytecie Kolumbii Brytyjskiej. Był pierwszym w historii Kanadyjczykiem azjatyckiego pochodzenia, który zdobył medal olimpijski. 